# Pierścionek femme fatale
Pierścionek femme fatale – a właściwie rewolwer przypominający wyglądem oraz gabarytami pierścionek. Kaliber 6 mm, cylinder siedmiostrzałowy, działa na zasadzie pieprzniczki (nie potrzebuje lufy). Ten przeznaczony dla kobiet pierścień został zaprojektowany w 1870 roku na specjalne zamówienie cesarzowej Elisabeth Amalie Eugenie. Skonstruowany tak, aby pasował na mały palec, a malutki kurek dało się uruchomić paznokciem.

## Geneza
Cesarzowa Elżbieta czuła się fatalnie na dworze z powodu narastającego konfliktu z teściową Zofią Wittelsbach, która traktowała ją jak niesforne dziecko, które wciąż należało karcić. Nie pozwalała również Elżbiecie opiekować się jej dziećmi. Narastająca frustracja i złość popchnęły Elżbietę do skonstruowania broni. Ze względu na jej wrodzoną elegancję i potrzebę stałego trzymania broni przy sobie - zrodził pomysł poręcznego pierścienia z ukrytym weń rewolwerem, nazwanego później femme fatale.

## Zdjęcia zewnętrzne
- Femme Fatale w eleganckim pudełku
- Wgląd na 7-komorowy cylinder
- Mały ćwiek na wierchu pudełka z wyrytą nazwą broni
- Skala porównawcza z 1-centówką
- Femme Fatale z eleganckim zdobieniem. Wersja kolekcjonerska. hightech-edge.com. [zarchiwizowane z tego adresu (2013-03-26)].
- Femme Fatale z eleganckim zdobieniem z widocznym nabojem. hightech-edge.com. [zarchiwizowane z tego adresu (2013-03-26)].